# Parlamentswahl in Kirgisistan 2005

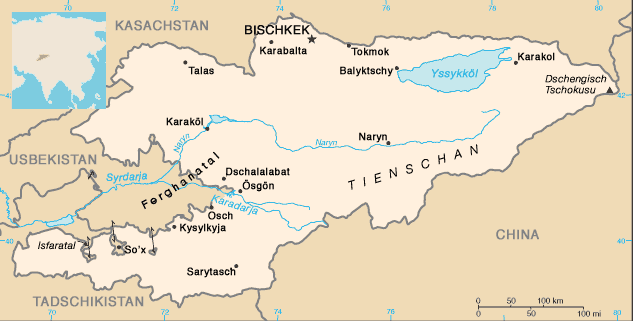
Karte von Kirgisistan

Die Parlamentswahlen 2005 in Kirgisistan fanden in zwei Wahlgängen – am 27. Februar und am 13. März – statt. Über 400 Kandidaten bewarben sich für die damals 75 Sitze im Einkammerparlament Dschogorku Kengesch.
Im Nachgang der Wahl kam es, wie schon in Georgien und der Ukraine, zu einer Revolution, die Präsident Askar Akajew schließlich zum Rücktritt zwang. Die Vorgänge werden auch als Tulpenrevolution bezeichnet, nach dem Symbol der Opposition, der Gebirgstulpe. So titelten russische Zeitungen schon am Beginn der Ereignisse.

## Unruhen vor der Wahl
In den Wochen vor den Wahlen kam es zu ersten Protesten im ganzen Land, weil Kandidaten durch Gerichte abgelehnt wurden. Von den ursprünglich mehr als 400 Kandidaten waren kurz vor Wahlbeginn noch 390 zugelassen.

## Ergebnisse
69 Sitze gingen an Kandidaten der Regierung. Nur 6 Mandate fielen an die Opposition.
| Partei                                              | Mandate |
| --------------------------------------------------- | ------- |
| Unabhängige                                         | 47      |
| Alga Kyrgysstan (bisherige Regierungspartei)        | 17      |
| Oppositionsbündnis „Rat für die Einheit des Volkes“ | 6       |
| Kommunistische Partei                               | 3       |
| Sozialdemokratische Partei Kirgisistans             | 1       |

In ihren Berichten vom 28. Februar und 20. Mai 2005 stellte die OSZE fest, dass die Parlamentswahlen den international gültigen Standards nicht entsprochen hatten.

## Unruhen nach der Wahl
Die Proteste der Bevölkerung begannen nach der Bekanntgabe der Wahlergebnisse, vor allem in den westlichen und südlichen Gebieten Kirgisistans. Am 18. März stürmten Demonstranten Regierungsgebäude in den Städten Dschalal-Abad und Osch, in  Toktogul wurden der Provinzgouverneur und ein Staatsanwalt von Demonstranten festgenommen.
In den frühen Stunden des 20. März versuchten Polizeieinheiten, die Gebäude zurückzuerobern. Mehrere Demonstranten und ein Polizist wurden verletzt, mehrere hundert Zivilisten zeitweise inhaftiert. Eine nahegelegene Polizeistation in Dschalal-Abadwurde von Demonstranten verwüstet. Am 21. März wurden ein regionales Verwaltungsgebäude, eine Polizei- und eine TV-Station und der Flughafen von Osch durch etwa 1000 Demonstranten gestürmt, tags darauf ereignete sich ähnliches in Pülgön.
In Bischkek demonstrierten am 23. März erstmals Hunderte, wurden aber sofort von der Polizei auseinandergetrieben. Unter den zeitweilig Inhaftierten befanden sich oppositionelle Journalisten, Studenten, NGO-Vertreter und Mitglieder der revolutionären Jugendbewegung KelKel. Auch andere Städte kamen unter Kontrolle der Opposition.
Präsident Akajew ordnete eine Überprüfung der Wahlergebnisse in den Unruheregionen durch die zentrale Wahlkommission an und entließ am 23. März Innenminister und Generalstaatsanwalt. Am 24. März stürmten Demonstranten das Regierungsgebäude in der Hauptstadt. Präsident Akajew trat zurück, ebenso Premierminister Nikolai Tanajew. Am Abend des 24. März wurde Ischenbai Kadyrbekow vom Oberhaus des alten Parlaments zum Übergangspräsidenten gewählt, dann aber nicht vom Unterhaus bestätigt. Am Morgen des 25. März teilte der frühere Premierminister Kurmanbek Bakijew mit, er sei zum amtierenden Staats- und Regierungschef gewählt worden. Innerhalb der folgenden Tage wurde dann das neue Parlament anerkannt, und beide Häuser des alten lösten sich auf.

## Auswirkungen
In der Zwischenzeit berief Bakijew Minister in seine Regierung. Felix Kulow, erst am 24. März aus der Haft befreit und zum Sicherheitskoordinator ernannt, trat bereits fünf Tage später von diesem Posten zurück und kündigte seine Kandidatur für die nächsten Präsidentschaftswahlen an. Das Oberste Verfassungsgericht sprach Akajew – der über Kasachstan nach Moskau geflüchtet war, wo Wladimir Putin ihm Asyl gewährte – alle Rechte als Präsident ab. Am 4. April unterschrieb Akajew in der kirgisischen Botschaft in Moskau seine Rücktrittserklärung, und das kirgisische Parlament ratifizierte diese am 11. April, nachdem es Akajew und seiner Familie eine Reihe von Privilegien aberkannt hatte, die ihnen in den letzten Jahren zugeschanzt worden waren. Neue Präsidentschaftswahlen wurden für den 10. Juli angesetzt. Diese gewann Bakijew, nachdem er sich mit Kulow auf eine Machtteilung geeinigt hatte. Kulow wurde im August Regierungschef. Eine neue Präsidentenpartei namens Ak Dschol wurde dann von Bakijew gegründet.